# Afro (acconciatura)

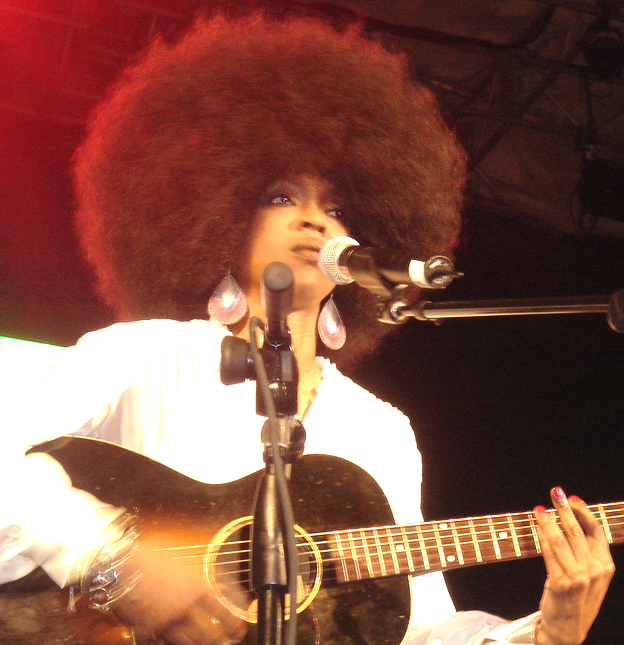
La cantante Lauryn Hill con un'acconciatura afro

Per afro si intende un'acconciatura riccia e molto voluminosa. Tale taglio cresce naturalmente nelle persone di origine africana (da cui prende il nome) e può essere ricreato utilizzando un arricciacapelli se si hanno i capelli sufficientemente lunghi.

## Storia
Il taglio afro salì alla ribalta fra la fine degli anni sessanta e l'inizio dei settanta come diretta conseguenza dello spopolare del movimento per i diritti civili e le sue propaggini (ad esempio black is beautiful). Diverse celebrità portavano allora il taglio, tra cui l'attrice Cicely Tyson e il musicista Jimi Hendrix. La tendenza cinematografica chiamata Blaxploitation e la musica disco consolidarono la moda dei capelli afro, al punto che anche uomini e donne caucasici l'adottarono. Venne appositamente coniato il termine wafros (white afro, in italiano afro bianchi), per indicare questi ultimi soggetti.
L'irriverente rivista satirica ebrea Heeb Magazine coniò invece il termine jewfro con cui venivano indicati gli uomini ebrei che avevano per natura capelli ricci e voluminosi, simili a quelli afro. La rivista citò come precursori di questo stile Albert Einstein e Bob Dylan.